# 김용희 (축구 선수)
김용희(한국 한자: 金容熙, 1978년 10월 15일 ~ )는 대한민국의 전 축구 선수이다. 미드필더로 활약하였다.
그는 2001년 K리그의 성남일화천마에서 데뷔하여 2001 K리그 베스트 11에 선정되었다. 이후 부산아이파크, 광주상무불사조, 전북현대모터스를 거쳤다. 세미프로리그인 내셔널리그로 이적해 강릉시청, 인천코레일에서 활약했다. 2010년 인도네시아 슈퍼 리그의 페르시바 발릭파판으로 이적했다. 스리위자야 FC로 임대된 뒤 아레마 말랑으로 이적하여 2012년까지 활약하다 은퇴하였다.